# Liste des gouverneurs d'Alsace
Le gouverneur d'Alsace est le plus haut représentant du pouvoir royal français dans la province d'Alsace, il est mis en place à partir du rattachement de la région à la France par les traités de Westphalie. Le siège du gouvernement d'Alsace se situe officiellement à Strasbourg à partir de la capitulation de la ville en 1681, mais il faut attendre les années 1720-1730 pour qu'un gouverneur réside durablement dans la ville. La résidence du gouverneur d'Alsace à Strasbourg est l'hôtel du maréchal du Bourg, du nom du gouverneur en place au moment de la construction entre 1725 et 1732.
Le gouverneur de la province d'Alsace est secondé du commandant en chef d'Alsace. Ce dernier remplace le gouverneur pendant ses absences. Le titre de gouverneur de province étant surtout un titre prestigieux pour des hommes de la cour qui ne résident que rarement en Alsace, le commandant en chef est le véritable dirigeant des armées de la province.
Il ne doit pas être confondu avec le gouverneur militaire de Strasbourg.

## Gouverneurs de la province d'Alsace
| Date | Portrait | Nom                                                                           | Armoiries | Commentaire |
| ---- | -------- | ----------------------------------------------------------------------------- | --------- | --- |
| 1648 |          | Henri de Lorraine, comte d'Harcourt (1601-1666)                               |           | Premier gouverneur de la province d'Alsace, rattachée au royaume de France à la suite des traités de Westphalie en 1648. Il ne réside pas à Strasbourg, la ville n'étant pas encore française. |
| 1659 |          | Jules Mazarin, dit "cardinal Mazarin" (1602-1661)                             |           | Le cardinal Mazarin ne réside pas à Strasbourg, la ville n'étant pas encore française. Un des plus importants hommes politiques du règne de Louis XIV, il est également gouverneur d'Aunis (depuis 1654), d'Auvergne (depuis 1658) et de Nivernais (depuis 1659). Il meurt en fonction en 1661.                                                      |
| 1661 |          | Armand-Charles de La Porte de La Meilleraye, dit "duc Mazarin" (1632-1713)    |           | Le duc Mazarin ne réside pas à Strasbourg. Il est le mari de Hortence Mancini, nièce du précédent gouverneur. Son gouvernement connaît la capitulation de la ville de Strasbourg en 1681. Il est également gouverneur de Bretagne de 1666 à 1670. |
| 1713 |          | Maréchal Nicolas Chalon du Blé, marquis d'Huxelles (1652-1730)                |           | Le marquis d'Huxelles devient gouverneur en 1713 après avoir exercé la fonction de commandant en chef dans la province depuis 1690. Le marquis ne réside pas à Strasbourg, retenu à Paris par son rôle de président du Conseil des Affaires étrangères (1715-1718). Il est également gouverneur militaire de Strasbourg de 1715 à 1730.              |
| 1730 |          | Maréchal Léonor Marie du Maine, comte du Bourg (1655-1739)                    |           | Le comte du Bourg obtient la fonction de gouverneur de province après avoir exercé comme commandant en chef de la province d'Alsace depuis 1713. Il fait construire l'hôtel des gouverneurs rue de la Nuée-Bleue à Strasbourg. Il meurt en cette même ville le 15 janvier 1739, alors doyen des maréchaux de France.                                 |
| 1739 |          | Maréchal François de Franquetot, duc de Coigny (1670-1759)                    |           | Devenu gouverneur à la mort du comte du Bourg, après avoir été gouverneur de Sedan entre 1725 et 1739, il réside à Strasbourg à partir de 1743. Il meurt en fonction en 1759. |
| 1759 |          | Maréchal Jean-Baptiste Desmarets, marquis de Maillebois (1682-1762)           |           | Le marquis de Maillebois ne réside pas à Strasbourg. Il meurt en fonction en 1762. |
| 1762 |          | Emmanuel-Armand de Vignerot du Plessis, duc d'Aiguillon (1720-1788)           |           | Le duc d'Aiguillon ne réside pas à Strasbourg. Il est en parallèle commandant en chef de Bretagne jusqu'en 1768. Il meurt en fonction en 1788. |
| 1788 |          | Maréchal Jacques Philippe de Choiseul, duc de Choiseul-Stainville (1727-1789) |           | Gouverneur militaire de Strasbourg à partir de 1770, il devient gouverneur d'Alsace en 1788 tout en conservant son précédent poste et en étant conjointement commandant en chef de la province. Mort à Strasbourg le 2 juin 1789, quelques semaines avant le début de la Révolution française. Il est le dernier gouverneur de la province d'Alsace. |

## Commandants de la province d'Alsace[2]
| Date         | Portrait | Nom                                                                           | Commentaire |
| ------------ | -------- | ----------------------------------------------------------------------------- | --- |
| 1652         |          | Reinhold de Rosen (1605-1667)                                                 | Membre de la cour du roi Gustave Adolphe de Suède, il commande des troupes au service de la France sous le règne de Louis XIV. Il a des relations tumultueuses avec Turenne. Il n'est pas certain que Rosen ait été nommé officiellement commandant en chef de la province d'Alsace. |
| 1675         |          | Général Joseph de Pons et de Guimera, baron de Montclar (1625-1690)           | Il commande aux côtés de Louvois le siège de la ville de Strasbourg qui mènera à sa capitulation en 1681. |
| 1690         |          | Maréchal Nicolas Chalon du Blé, marquis d'Huxelles (1652-1730)                | Le marquis d'Huxelles devient gouverneur de la province en 1713. |
| 1708 ou 1713 |          | Maréchal Léonor Marie du Maine, comte du Bourg (1655-1739)                    | Le comte du Bourg obtient le bâton de maréchal de France en 1724. Il devient gouverneur de la province d'Alsace en 1730 et occupe conjointement le poste à partir de cette date. |
| 1739         |          | Maréchal François-Marie de Broglie (1671-1745)                                | Le duc de Broglie ne réside plus de manière permanente à Strasbourg à partir de 1741, deux ans avant que le duc de Coigny, gouverneur, ne réside de manière régulière en Alsace. Il est gouverneur militaire de Strasbourg de 1743 à 1745.                                           |
| 1743         |          | Maréchal François de Franquetot, duc de Coigny (1670-1759)                    | Devenu gouverneur de la province d'Alsace en 1739, il occupe conjointement le poste de commandant à partir du moment où il réside à Strasbourg en 1743. |
| 1759         |          | Maréchal Victor-François de Broglie (1718-1804)                               | Le duc de Broglie ne réside pas à Strasbourg. |
| 1762         |          | Maréchal Louis Georges Érasme de Contades (1704-1795)                         | Gouverneur du Fort-Louis en Alsace en 1758, il devient maréchal de France la même année. Il obtient le commandement des armées de la province d'Alsace en 1762. |
| 1788         |          | Maréchal Jacques Philippe de Choiseul, duc de Choiseul-Stainville (1727-1789) | Le poste est occupé par le gouverneur de province. |
| 1789         |          | Jean-Baptiste-Donatien de Vimeur, comte de Rochambeau (1725-1807)             | Devenu commandant en chef après la mort du gouverneur de Choiseul-Stainville, il est en poste au moment de la Révolution française. |